# Campeonato Europeo de Taekwondo de 1982
El IV Campeonato Europeo de Taekwondo se realizó en Roma (Italia) entre el 23 y el 27 de septiembre de 1982 bajo la organización de la Unión Europea de Taekwondo (ETU) y la Federación Italiana de Taekwondo.

## Medallistas

### Masculino
| Evento | Oro                           | Plata                             | Bronce                                                   |
| ------ | ----------------------------- | --------------------------------- | -------------------------------------------------------- |
| –48 kg | Emilio Azofra · España        | Chan-Ok Choi RFA                  | Simon Bailey Reino Unido Henrik Knudensen Dinamarca      |
| –52 kg | Reinhard Langer RFA           | Santiago Muñoz · España           | Celal Ada · Turquía · Ben Rumeon · Países Bajos          |
| –56 kg | Geremia Di Constanzo · Italia | Jimmy de Fretes · Países Bajos    | Ioannis Dalakas · Grecia · José Sanabria · España        |
| –60 kg | Thomas Fabula RFA             | Raffaele Marchione · Italia       | Unal Bulut · Turquía · Francisco Mera · España           |
| –64 kg | Karl Wohlfahrt RFA            | Henk Horsten · Países Bajos       | Lars Palle · Dinamarca · Dirk Smets · Bélgica            |
| –68 kg | Ruben Thijs · Países Bajos    | Philipe Bouedo Francia            | Egbert Flügel · RFA · Vincenzo Mannaioli · Italia        |
| –73 kg | Hans Brugmans · Países Bajos  | Chris Sawyer Reino Unido          | Joachim Krautz · RFA · Jean-Marie Lycops · Bélgica       |
| –78 kg | Richard Schulz RFA            | Athanasios Karamangiolis · Grecia | Angel Bonadei · Francia · Leonardi Giampiero · Italia    |
| –84 kg | Ireno Fargas · España         | Eckhardt Pisch RFA                | John Armson · Reino Unido · Arno Spitters · Países Bajos |
| +84 kg | Henk Meijer · Países Bajos    | Torben Madsen Dinamarca           | Harald Küchler RFA J. Maker Francia                      |

### Femenino
| Evento | Oro                        | Plata                                    | Bronce                                                       |
| ------ | -------------------------- | ---------------------------------------- | ------------------------------------------------------------ |
| –40 kg | María José Díaz · España   | Luisa Domingo · Italia                   | —                                                            |
| –44 kg | Tennur Yerlisu Turquía     | Cinzia Pacenza · Italia                  | Charo Muñoz · España · Deborah Sherrington · Reino Unido     |
| –48 kg | Ilona Ersinger RFA         | Antonietta la Pietra · Italia            | Trine Bryhn · Noruega · Regina Singer · Austria              |
| –52 kg | Nurten Yalçınkaya Turquía  | Susan Greaves Reino Unido                | Marion Gal RFA Huyuh Thuy Francia                            |
| –57 kg | Brigitte Evanno Francia    | Beatriz Álvarez · España                 | Dorothea Kapkowski RFA Diane Robinson Reino Unido            |
| –62 kg | Coral Bistuer · España     | Wina Hubers van Assenraad · Países Bajos | Doris Fuchsreiter · RFA · Karin Zeilinger · Austria          |
| –67 kg | Anita Sanita · Italia      | Mlascha Blazevic RFA                     | Michaela Huber · Austria · Elly Janssen · Países Bajos       |
| +67 kg | Else Marie Olsen Dinamarca | Petra Urban RFA                          | Claudia Chiarelli · Italia · Annemarie Lancel · Países Bajos |

## Medallero
| Núm. | País         | Oro | Plata | Bronce | Total |
| ---- | ------------ | --- | ----- | ------ | ----- |
| 1    | RFA          | 5   | 4     | 6      | 15    |
| 2    | España       | 4   | 2     | 3      | 9     |
| 3    | Países Bajos | 3   | 3     | 4      | 10    |
| 4    | Italia       | 2   | 4     | 3      | 9     |
| 5    | Turquía      | 2   | 0     | 2      | 4     |
| 6    | Francia      | 1   | 1     | 3      | 5     |
| 7    | Dinamarca    | 1   | 1     | 2      | 4     |
| 8    | Reino Unido  | 0   | 2     | 4      | 6     |
| 9    | Grecia       | 0   | 1     | 1      | 2     |
| 10   | Austria      | 0   | 0     | 3      | 3     |
| 11   | Bélgica      | 0   | 0     | 2      | 2     |
| 12   | Noruega      | 0   | 0     | 1      | 1     |
|      | TOTAL        | 18  | 18    | 34     | 70    |